# FC Ostelbien Dornburg
Der FC Ostelbien Dornburg war ein Fußballverein aus Dornburg, Jerichower Land, Sachsen-Anhalt. Er gilt als erster Verein in der Geschichte des deutschen Fußballs, der aufgrund rechtsextremer Unterwanderung vom Spielbetrieb ausgeschlossen wurde.

## Geschichte

### FC Ostelbien Dornburg
Der Verein gründete sich 2011 aus dem Umfeld der Blue White Street Elite, einer Hooligangruppierung des 1. FC Magdeburg, um den bekannten Rechtsextremisten Dennis Wesemann aus Stresow im Jerichower Land.
Bereits im Verfassungsschutzbericht 2014 wird der Verein erwähnt. Im Jahr 2015 wurde der Verein dann zunächst aus dem Landessportbund Sachsen-Anhalt (LSB) und anschließend aus dem Fußballverband Sachsen-Anhalt (FSA) ausgeschlossen.

„Der Verein hat Gewalt verherrlicht, er hat Gewalt verübt, er ist aus unserer Sicht rechtsextrem. Und das sind Gründe, warum wir jemanden ausschließen. Wir als Landessportbund auch der Fußballverband Sachsen-Anhalt sind verantwortlich dafür, dass die Vereine, die Spieler, die Schiedsrichter geschützt werden. Wir werden alles dafür tun, heute und in der Zukunft, damit der Schutz gewährleistet ist.“

In der Vergangenheit war der FC Ostelbien Dornburg mehrfach durch aggressive Aktionen auf dem Spielfeld sowie durch Bedrohungen gegen Spieler und Schiedsrichter aufgefallen. Ein trauriger Höhepunkt: Das Spiel gegen Paplitz im Juni 2015. Wesemann streckte nach Spielende einen Gegner mit der Faust nieder. Worauf eine Massenschlägerei folgte. Nach der Berichterstattung entzog der Fußballverband Sachsen-Anhalt dem Verein die Spielberechtigung. Wesemann wurde zudem wegen vorsätzlicher Körperverletzung verurteilt.
Das Landesamt für Verfassungsschutz zählte zu diesem Zeitpunkt 15 bis 18 Mitglieder des Vereins, die als Neonazis gelten und zur aktiven gewaltbereiten rechtsextremen Szene im Landkreis Jerichower Land gehören.

### DSG Eintracht Gladau
Die DSG Eintracht Gladau ist ein Fußballverein aus Gladau im Jerichower Land und wurde bereits 1978 gegründet. Seit 2015 kann der Verein als Nachfolgeverein des FC Ostelbien Dornburg bezeichnet werden.
Nach dem Ausschluss Dornburgs aus dem FSA im Jahr 2015 wechselten einige Spieler zu Eintracht Gladau, darunter auch Dennis Wesemann, sein Bruder Paul Wesemann und sein Cousin Max Kuckuck. Obwohl die Gesinnung der Spieler wohl allen bekannt war und sich zunächst eine knappe Mehrheit des Vereinsvorstands gegen die Aufnahme Wesemanns ausgesprochen hatte, nahm man die Rechtsextremisten im Verein auf. Bei einer Wiederholung der Abstimmung während einer Mitgliederversammlung stimmten 70 % für die Aufnahme Wesemanns. Anschließend verließ gut ein Dutzend Mitglieder den Verein, darunter auch Ortsbürgermeister Klaus Voth, dem nachträglich zudem das Stimmrecht entzogen wurden war.
Im November 2023 schloss der Fußballverband Sachsen-Anhalt (FSA) auch die DSG Eintracht Gladau aufgrund „rechtsextremer Unterwanderung und Gewaltvorfällen“ vom Spielbetrieb aus. Mittlerweile ist Max Kuckuck – der Cousin Wesemanns – Vorstandsvorsitzender des Vereins. Die DSG verstoße gegen die Satzung und Ordnungen des Verbandes, die sich gegen Diskriminierung jeglicher Art aussprechen. Für den Verband galt es als erwiesen, dass Eintracht Gladau fest in der Hand von Neonazis ist. Bei Spielen soll es zu mehreren Gewaltvorfällen gekommen sein. Es sollen zudem Hitlergrüße beim Abbrennen von Bengalos gezeigt worden sein. Das Verbandsgericht des Landesfußballverbandes Sachsen-Anhalt kippte diese Entscheidung jedoch nur wenige Tage später wieder zu Gunsten der DSG Eintracht Gladau, welche nun unter Auflagen doch weiter am Spielbetrieb teilnehmen darf. Angeblich fehlten handfeste Beweise, um Gladau zu sanktionieren. Der FSA hatte eine ganze Mappe mit Social-Media-Einträgen und Zeugenaussagen präsentiert, doch das reichte dem Verbandsgericht nicht, weil es nur Indizien, aber keine Beweise seien. Mittlerweile darf der Verein wieder mit all seinen Mannschaften ohne Auflagen am Spielbetrieb teilnehmen.

„Dieses Urteil zeigt, wie schwer es ist, Extremismus zu bekämpfen. Der Fußballverband Sachsen-Anhalt wird weiterhin eine glasharte Linie beibehalten. Dies sind wir einer wehrhaften Demokratie und auch dem Ansehen des Landes Sachsen-Anhalt schuldig.“

## Spielstätte
Der Verein hatte seine Trainingsstätte im Neuen Garten, einer Parkanlage, welche zum Schloss Dornburg in der Gemeinde Gommern gehört. Die Spiele des Vereins wurden im nahegelegenen Leitzkau auf dem Vereinsgelände des TuS Leitzkau 1990, welches auch als „Wolfsbau“ bezeichnet wird, ausgetragen. Die Spielstätte befindet sich im Tiergarten, einer Parkanlage, welche zum Schloss Leitzkau gehörte.

## TV-Beiträge
- Rechtsextremem Fußballclub Ostelbien Dornburg droht Ausschluss, ARD tagesthemen, 11. August 2015.
- Rechte Szene unterwandert offenbar Fußball, MDR Exakt (YouTube), 5. Juli 2017.
- Entscheidung vor Gericht: Der Spielbetrieb bei Eintracht Gladau geht weiter, MDR Aktuell, 12. März 2024.
- Wird Eintracht Gladau vom Spielbetrieb ausgeschlossen?, MDR Sachsen-Anhalt Heute, 13. März 2024.

## Radiobeiträge
- Angst bei Spielern und Schiris – Rechtsextreme im Fußball, MDR Investigativ (YouTube), 19. Februar 2024.